# Кобахия, Батал Самсонович
Бата́л Самсо́нович Коба́хия ( 18 августа 1955, Сухум, Абхазская АССР) — абхазский учёный-археолог; общественный деятель; 2007-2012 г.г. — депутат IV созыва, председатель комитета по Правам человека и соблюдению законностиl;Народное собрание Республики Абхазия|Парламента Республики Абхазия Архивная копия от 20 февраля 2017 на Wayback Machine.

## Биография
Родился 18 августа 1955 года в Сухуме, в Абхазской АССР, где в 1972 году окончил сухумскую среднюю школу № 14 им. А. П. Чехова.
С 1974 по 1976 годы проходил срочную службу в рядах Советской армии, а по её окончании вплоть до 1979 года работал в Сухумском физико-техническом институте.
В 1981 году окончил исторический факультет Абхазского государственного университета и с 1981 по 1984 годы обучался в качестве аспиранта в Институте Археологии Академии Наук СССР.
С 1979 по 1996 годы работал сотрудником отдела археологии Абхазского научно-исследовательского института языка, истории и литературы, а с 1985 по 1989 годы — преподавателем кафедры зарубежной истории в АГУ.
С 1990 по 1992 годы работал директором историко-архитектурного заповедника Сухумская крепость.
С 1992 по 1993 годы участвовал в отечественной войне в Абхазии, где был одним из организаторов медико-санитарного батальона. За организацию медицинской службы в полевых условиях и оказание медицинской помощи воинам и гражданскому населению в период военных действий 1992—1993 годов, Кобахия в 1995 году был удостоен звания «Герой Абхазии».
С 1994 года является исполнительным директором общественной неправительственной организации «Центр гуманитарных программ», занимающейся проблемами, связанными с разрешением конфликтов, установлением связей и взаимодействием с различными общественными организациями на Кавказе. После окончания грузино-абхазской войны 1992—1993 годов опубликовал серию статей и аналитических материалов, связанных с разрешением конфликтов, миграционными процессами, развитием демократических институтов и гражданского общества не только в Абхазии, но и, в целом, на Кавказе.
Является также автором ряда статей по археологии, публиковавшихся в различных журналах бывшего СССР (в том числе в журнале «Советская археология»), сборниках научных трудов Абхазского научно-исследовательского института истории, языка и литературы и Абхазского государственного университета.
С 2007 года является депутатом Парламента Республики Абхазия.
Автор путевых заметок о Кавказе, эссе, аналитических статей, рассказов, которые публиковались в различных журналах, информационных порталах, собственном блоге